# Jan Peter Balkenende
Jan Pieter (Jan Peter) Balkenende (uitspraakⓘ; Biezelinge, 7 mei 1956) is een Nederlands emeritus hoogleraar  en voormalig politicus van het Christen-Democratisch Appèl (CDA). Hij was van 22 juli 2002 tot 14 oktober 2010 minister-president van Nederland. Sinds 14 oktober 2022 is hij minister van staat.
Balkenende groeide op in het dorp Biezelinge in de provincie Zeeland. Hij voltooide het atheneum aan het Christelijk Lyceum voor Zeeland in Goes en haalde aan de Vrije Universiteit Amsterdam het doctoraalexamen voor Geschiedenis en Nederlands recht. Zijn politieke carrière begon in Amstelveen, waar hij van 1982 tot en met 1998 gemeenteraadslid was. In deze periode promoveerde hij ook tot doctor in de rechtsgeleerdheid en werd hij (parttime) bijzonder hoogleraar christelijk sociaal denken aan de VU, een functie die hij tot zijn beëdiging als minister-president in 2002 vervulde.
Balkenendes politieke opmars verliep snel en verrassend: hij trad in 1998 toe tot de CDA-fractie in de Tweede Kamer en werd in 2001, na een machtsstrijd binnen de partij, fractievoorzitter. Als lijsttrekker leidde Balkenende het CDA naar een grote zege bij de Tweede Kamerverkiezingen in 2002, na een campagne die in het teken stond van de kiezersonvrede over de paarse kabinetten en de opkomst, en dood, van Pim Fortuyn. Het kabinet dat CDA, VVD en Fortuyns LPF vervolgens vormden, met Balkenende als premier, was echter geen lang leven beschoren en viel binnen drie maanden.
Na nieuwe verkiezingen volgde het tweede kabinet-Balkenende (2003-2006), maar ook CDA, VVD en D66 haalden de eindstreep niet. Het vertrek van D66 leidde tot het kortstondige rompkabinet Balkenende III dat wegens nieuwe verkiezingen al na enkele maanden demissionair werd. Het vierde kabinet-Balkenende (2007-2010) gold vanaf het begin als een 'vechtkabinet' waarin CDA, PvdA en ChristenUnie uiterst moeizaam samenwerkten en kwam in 2010 ook ten val (na de kabinetscrisis over het Uruzganbesluit). Toen het CDA bij de Tweede Kamerverkiezingen onder zijn lijsttrekkerschap vervolgens fors verloor, trad Balkenende af als partijleider. Met het aantreden van het kabinet-Rutte kwam in oktober 2010 ook aan Balkenendes (demissionaire) premierschap een einde.
Een groot deel van Balkenendes premierschap vond plaats onder gunstig economisch gesternte. Identiteit domineerde het Nederlandse publieke debat: sociale vraagstukken over multiculturalisme en immigratie drongen de politiek binnen. Balkenende zelf profileerde zich als een voorvechter van normen en waarden en ging voorop in de zoektocht naar een nationale identiteit (zie de discussie over de VOC-mentaliteit). Pas tegen het einde van Balkenende premierschap keerde het economische tij, als gevolg van de kredietcrisis. De overheid greep onder meer in door een aantal wankele banken met staatssteun te hulp te schieten. Beleidsmatig was ook de hervorming van het zorgstelsel in 2006 ingrijpend.
Sinds eind 2010 is Balkenende hoogleraar Governance, Institutions and Internationalisation aan de Erasmus Universiteit Rotterdam. Sinds 2011 is hij, eerst als partner en later als extern adviseur, werkzaam voor accountancy- en adviesbureau Ernst & Young (EY). Sinds 2021 is hij ook werkzaam als zelfstandig professional bij Hague Corporate Affairs.

## Jeugd, studie en vroege carrière
Balkenende is geboren in een gereformeerd gezin als oudste van drie zonen. Zijn vader Jan Pieter Balkenende was graanhandelaar en zijn moeder Thona Johanna Sandee was - voor haar huwelijk - onderwijzeres. Balkenende volgde de lagere school in Kapelle en het atheneum aan het Christelijk Lyceum voor Zeeland (tegenwoordig Ostrea Lyceum) in Goes. In 1974 begon hij met een studie Geschiedenis aan de Vrije Universiteit in Amsterdam, waar hij in 1980 zijn doctoraalexamen behaalde met een scriptie getiteld: Enige aspecten van de Nederlandse industrialisatie 1914-1955. De invloed van Taylor, Mayo en Fayol op het Nederlandse productieproces en Protestants-Christelijke reacties daarop. Tevens studeerde hij vanaf 1979 Nederlands recht aan dezelfde universiteit waarin hij in 1982 zijn doctoraalexamen behaalde (meester in de rechten). Tijdens zijn studententijd was hij vanaf 1972 lid van de studentenvereniging Liber en daarbinnen lid van het mannendispuut de o.v. P.A.S.C.A.L. In 1976 werd Balkenende voorzitter van dit dispuut. In deze periode (1976-1981) maakte P.A.S.C.A.L. de overstap van Studentenvereniging Liber naar Studentenvereniging  L.A.N.X.
In 1982 werd Balkenende in zijn woonplaats Amstelveen lid van de gemeenteraad, wat hij zestien jaar zou blijven. Tussen 1982 en 1984 werkte Balkenende als beleidsmedewerker juridische zaken bij het bureau van de Academische Raad. In 1984 stapte hij over naar het Wetenschappelijk Instituut van het CDA waar hij stafmedewerker werd. In 1992 promoveerde hij tot doctor in de rechtsgeleerdheid op een proefschrift getiteld Overheidsregelgeving en maatschappelijke organisaties. In 1993 werd hij parttime bijzonder hoogleraar Christelijk sociaal denken over maatschappij en economie aan de Vrije Universiteit, maar hij bleef ook bij het Wetenschappelijk Instituut van het CDA werken. In deze periode vormde Balkenende veel van zijn ideeën over overheid en maatschappij, die hij later als minister-president zou uitdragen. Zo pleitte hij in zijn proefschrift al voor de eigen verantwoordelijkheid van maatschappelijke organisaties in plaats van hun (financiële) afhankelijkheid van de overheid (waar het CDA volgens Balkenende overigens ook aan had meegewerkt: een van de stellingen in het proefschrift van Balkenende luidde dan ook: De christendemocraten hebben helaas meegewerkt aan de afbraak van het maatschappelijk middenveld door allerlei organisaties afhankelijk te maken van overheidsgeld).

## Politieke loopbaan
Van 1982 tot en met 1998 was Balkenende gemeenteraadslid in Amstelveen. Bekend uit zijn periode als Amstelveens raadslid is Balkenendes krokettenmotie, ingediend en aangenomen op 25 november 1993: de (nog steeds in Amstelveen geldende) bepaling dat de gemeenteraadsleden recht hebben op een kroket als de raadsvergadering tot na 23.00 uur duurt.

### Tweede Kamer
In 1998 werd hij - als zevende op de kandidatenlijst met 2.471 stemmen - gekozen tot lid van de Tweede Kamer. Het CDA had toen net de tweede verkiezingsnederlaag op rij geleden en kwam in de oppositie tegen het tweede paarse kabinet terecht. Balkenende werd financieel woordvoerder van het CDA. Daarnaast hield hij zich bezig met sociale zaken, justitie en binnenlandse zaken.
Nadat CDA-fractievoorzitter Jaap de Hoop Scheffer na een machtsstrijd met partijvoorzitter Marnix van Rij het veld had moeten ruimen, werd Balkenende op 1 oktober 2001 fractievoorzitter. Korte tijd later werd hij gekozen tot nieuwe lijsttrekker van het CDA voor de komende Tweede Kamerverkiezingen. Op dat moment was Balkenende bij het grote publiek nog onbekend.

### Balkenende I

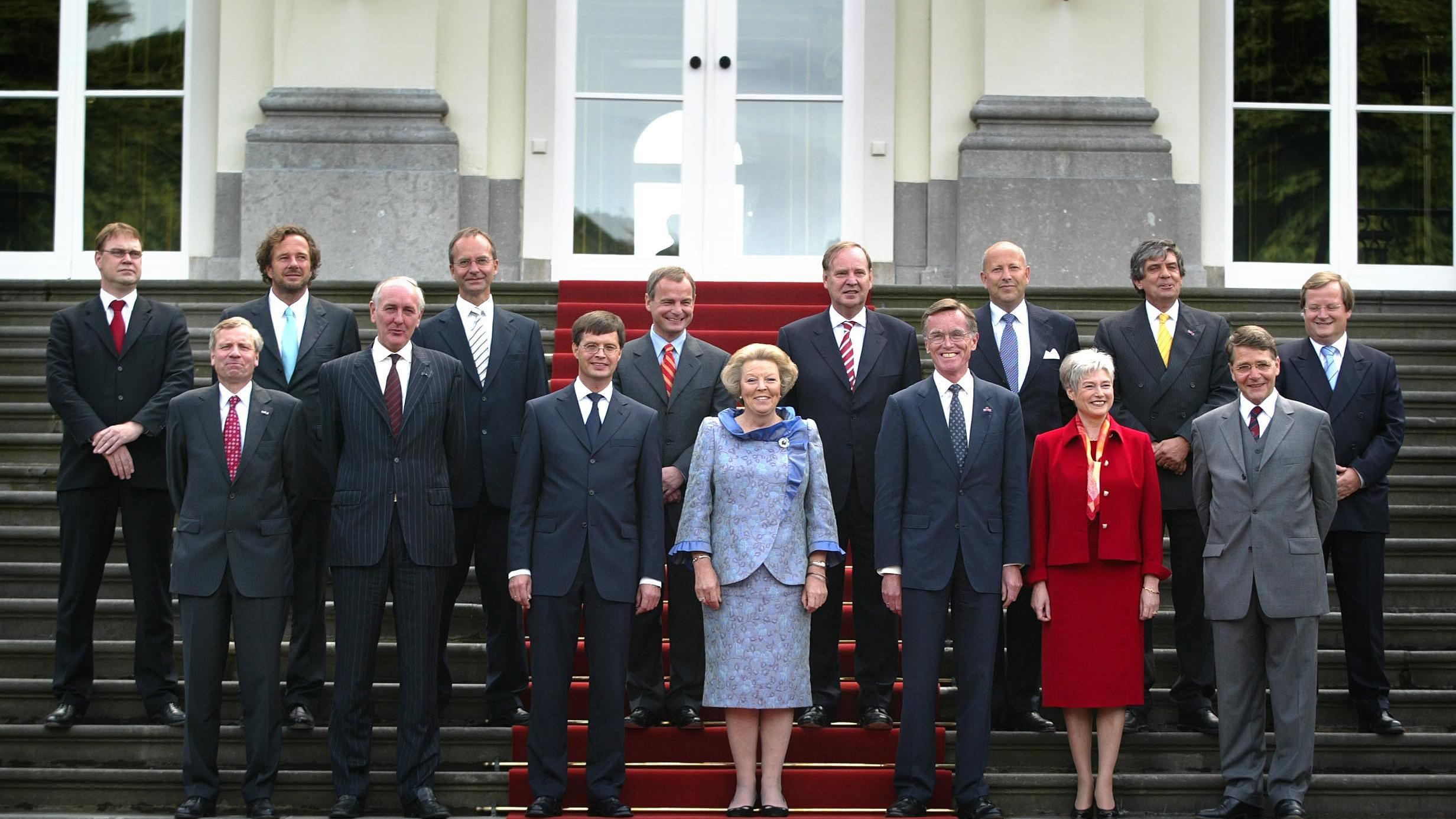
De bordesscène van kabinet-Balkenende I in juli 2002

Onder andere door Pim Fortuyn niet te hard aan te vallen (in de media werd wel gesproken van een niet-aanvalsverdrag tussen Fortuyn en het CDA), kon Balkenende meeprofiteren van de anti-paarse stemming die kort voor de verkiezingen in Nederland heerste. Zo was er op 29 april 2002 een uitzending van NOVA/Den Haag Vandaag waarin Fortuyn te gast was en via een live-verbinding met Balkenende in Drachten (waar een regionale manifestatie had plaatsgevonden) werd gesproken over kabinetsdeelname waarin CDA over links (PvdA/D66/GroenLinks) of over rechts (VVD/LPF) zou gaan. Bij de Tweede Kamerverkiezingen 2002 was het CDA naast de LPF de grote winnaar. Het CDA steeg van 29 naar 43 zetels en werd veruit de grootste partij.
Jan Peter Balkenende werd op 22 juli 2002 minister-president van het kabinet-Balkenende I, een samenwerking van het CDA, de VVD en de LPF. Vanaf het begin had dit kabinet het moeilijk. Staatssecretaris Philomena Bijlhout trad al na enkele uren af nadat oude foto's van haar waren opgedoken waaruit bleek dat zij onjuiste informatie had verstrekt over haar verleden. Nederland bevond zich ten tijde van het aantreden van Balkenende in een diepe economische recessie en het vorige kabinet had enkele moeilijke besluiten (onder meer over herziening van het zorgstelsel en de WAO) voor zich uitgeschoven.
Maar het moeilijkst had Balkenende het met zijn ministers. In tegenstelling tot zijn voorgangers Ruud Lubbers en Wim Kok, die als premier overal bovenop zaten, gaf Balkenende zijn ministers veel meer de ruimte en hield hij zich op de achtergrond. Deze vrijheid bij ministers leidde tot een groot aantal proefballonnetjes: ministers die in interviews ferme verklaringen aflegden en daarop later moesten terugkomen. Al snel werd duidelijk dat met name de LPF-ministers Eduard Bomhoff en Herman Heinsbroek veel publiekelijk ruzie maakten. Toen hierover in de Tweede Kamer vragen werden gesteld, stuurde Balkenende de Tweede Kamer een door alle ministers 'in gezamenlijkheid en eenheid' ondertekende ansichtkaart met groeten uit de Trêveszaal, de vergaderzaal van de ministerraad. Dit schoot bij onder meer de PvdA in het verkeerde keelgat.
Balkenendes leiderschap werd mede hierdoor al snel in twijfel getrokken. Sommigen zagen in de minister van Justitie, Piet Hein Donner, de ware strateeg van het kabinet-Balkenende I. Tijdens het Kamerdebat over de prinses Margarita-affaire moest Balkenende zich meerdere malen laten souffleren door Donner.
Hij kon in Moskou een 20-jarig (Siberisch aard-)gas-contract sluiten met Poetin, waarbij de CEO van Gasunie had gewaarschuwd dat Rusland zijn aardgas als geopolitiek wapen zou kunnen gaan gebruiken.
In oktober 2002, 87 dagen na het aantreden, diende Balkenende het ontslag van het kabinet in bij de Koningin, nadat de ministers Heinsbroek en Bomhoff eerder die dag waren afgetreden. Dit ontslag van het kabinet vond plaats op de dag van de begrafenis van prins Claus en velen verweten het Balkenende dat zijn ministers zelfs tijdens de rouwdienst hun conflict niet opzij konden zetten.

### Balkenende II

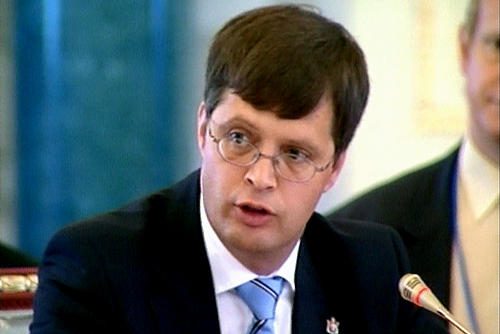
Balkenende tijdens een Russisch-Europese top in Sint-Petersburg in 2003

Omdat een nieuwe coalitie niet mogelijk was, werden er in 2003 opnieuw Tweede Kamerverkiezingen gehouden. Bij deze verkiezing won het CDA onder leiding van Balkenende een zetel en werd de partij met 44 zetels wederom de grootste partij van Nederland. Omdat de PvdA een groot deel van haar verlies van een jaar eerder goedmaakte en naar 42 zetels steeg, werden aanvankelijk coalitiebesprekingen gevoerd tussen het CDA en de PvdA. Deze mislukten echter, waarna het CDA in zee ging met de VVD en D66. Op 27 mei 2003 werd het kabinet-Balkenende II geïnstalleerd.
Het thema van dit kabinet werd "Meedoen, meer werk, minder regels". In de plannen werden harde maatregelen voorgesteld, die de economie er weer bovenop moesten helpen. Ook werd een akkoord over bestuurlijke vernieuwing opgenomen, waaronder een gekozen burgemeester en commissaris van de Koningin, alsook voorstelontwikkeling voor een nieuw kiesstelsel.
Direct na de beëdiging van het kabinet kondigde Balkenende aan dat eerst enkele moeilijke jaren zouden volgen, maar dat aan het einde van de regeerperiode zou kunnen worden geoogst. Het lukte Balkenende en zijn ministers echter niet deze boodschap goed over te brengen op de Nederlandse bevolking en de aanhang van de coalitiepartijen en ook het vertrouwen in het kabinet en in Balkenende persoonlijk, zakte vrijwel direct na installatie van het kabinet dramatisch.
Het tweede kabinet-Balkenende slaagde er wel in enkele moeilijke dossiers die vorige kabinetten hadden laten liggen, waaronder de eerder genoemde herziening van het zorgstelsel en de WAO en een verlaging van de belastingen voor bedrijven, relatief snel en eenvoudig door de Tweede en Eerste Kamer te loodsen. Aanhangers van het kabinet roemden het kabinet-Balkenende om zijn daadkracht, maar vanuit een groot deel van de maatschappij ontstond een steeds sterkere weerstand tegen het economische en sociale beleid van Balkenende. Critici – vooral de linkse oppositiepartijen – lieten felle tegengeluiden horen vanwege de zware maatregelen die het kabinet nam om de economie weer in het gareel te krijgen. Veel mensen gingen er in koopkracht op achteruit.
Toen in maart 2003 de Irakoorlog begon, met de inval van de Verenigde Staten en Groot-Brittannië in Irak, steunde het Nederlandse kabinet de oorlog "politiek, maar niet militair". Dit betekende dat Nederland achter de aanval stond, maar zelf geen troepen leverde. Nederland trad hiermee volgens de Amerikanen toe tot de door hen als zodanig aangeduide Coalition of the Willing. Deze steun kwam de regering op veel kritiek te staan: veel mensen vonden dat Balkenende zich te veel naar de Amerikaanse president voegde.
Later in 2003 kreeg Balkenende te maken met het voorgenomen huwelijk van prins Johan Friso met Mabel Wisse Smit, de Mabelgate. Nadat gebleken was dat het stel onjuiste informatie had verschaft aan de koningin en de premier over de eerdere relatie van Mabel Wisse Smit met de crimineel Klaas Bruinsma, weigerde Balkenende een toestemmingswet voor het huwelijk bij de Tweede Kamer in te dienen. Het stel trok daarop de aanvraag voor toestemming in. Balkenende zei tijdens de persconferentie onder meer dat tegen "onwaarheden geen kruid gewassen is". Aanvankelijk werd Balkenende gecomplimenteerd om zijn daadkracht, maar later werd hem gebrek aan tact verweten. Balkenende werd erop gewezen dat zijn voorganger Wim Kok het dossier rondom de vader van Máxima Zorreguieta tactvoller had aangepakt.
Van 14 september tot 15 oktober 2004 was Balkenende opgenomen op de intensive care van het IJsselland Ziekenhuis in zijn woonplaats Capelle aan den IJssel vanwege een necrotiserende fasciitis aan zijn rechtervoet. Vicepremier Gerrit Zalm nam de honneurs tijdens zijn ziekte waar.

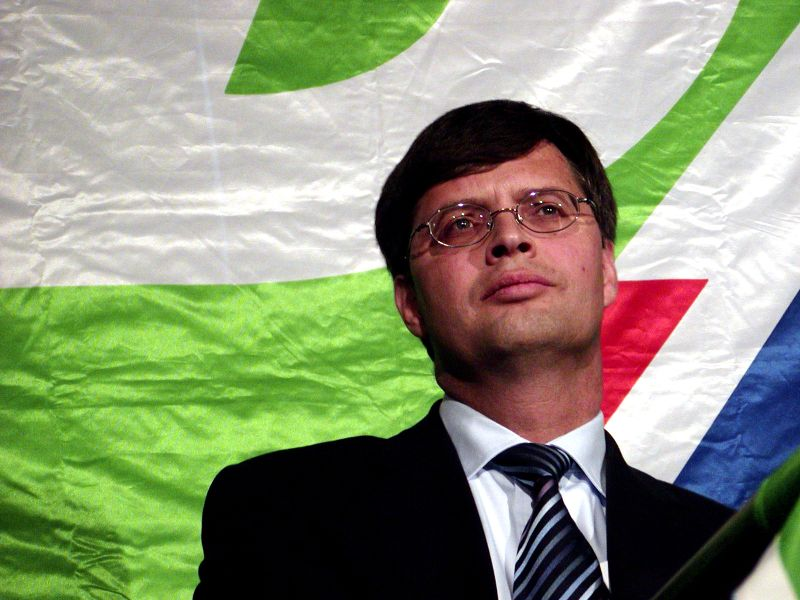
Balkenende op een CDA-bijeenkomst in 2005

Tijdens het Nederlands voorzitterschap van de Europese Unie van 1 juli tot en met 31 december 2004 werd het Europese beleid inzake asiel, immigratie, misdaadbestrijding en terrorisme ingrijpend herzien: het Haagse Programma van 26 oktober, tekenden op 29 oktober de EU-leiders tijdens een ceremonie in Rome het Verdrag tot vaststelling van een Grondwet voor Europa en werd 17 december het groene licht gegeven voor de start van toetredingsonderhandelingen met Turkije per 3 oktober 2005.
Op 22 maart 2005 stemde de Eerste Kamer niet in met de Grondwetswijziging waarmee de benoeming van de burgemeester en de commissaris van de Koningin uit de Grondwet werd gehaald. Voor een wijziging van de Grondwet is een tweederdemeerderheid in beide kamers nodig, maar GroenLinks, SP, ChristenUnie, SGP en (na lang aarzelen) de PvdA stemden tegen. Toen op 23 maart de VVD ook afstand nam van het door minister en vicepremier Thom de Graaf voorgestelde nieuwe kiesstelsel (waarbij kiezers op een persoon en op een partij konden stemmen), stapte Thom de Graaf uit de regering. D66 brak hierop het regeerakkoord open en eiste (en kreeg) nieuwe onderhandelingen met de coalitiepartners. Twee dagen later, op de zaterdag voor Pasen, werd een nieuw coalitieakkoord gesloten, dat het Paasakkoord werd genoemd. De leden van D66 stemden op een bijzonder congres, dat live op televisie werd uitgezonden, in met het Paasakkoord, waarmee de coalitie gered was. Alexander Pechtold verving Thom de Graaf als nieuwe minister van Binnenlandse Zaken en Laurens Jan Brinkhorst verving De Graaf als vicepremier.

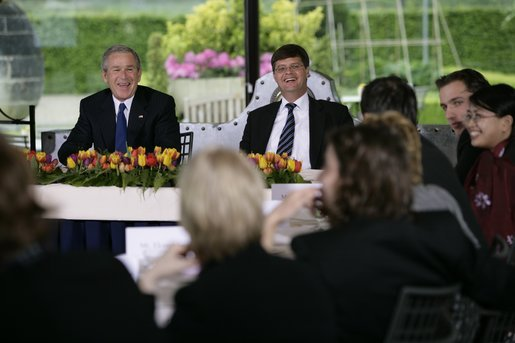
Balkenende en de Amerikaanse president George W. Bush in Valkenburg, 2005

Op 1 juni 2005 werd in Nederland het referendum over de Europese Grondwet met een grote meerderheid verworpen. Hoewel ook linkse partijleiders als Wouter Bos en Femke Halsema campagne hadden gevoerd voor invoering van de grondwet, werd de verwerping toch vooral als een nederlaag voor Balkenende beschouwd.
In oktober 2005 werd bekend dat de economische groei voor 2006 op 2,3% begroot werd. Rond dezelfde tijd werden ook de eerste miljardenmeevallers sinds jaren behaald. Aanhangers van het kabinet-Balkenende claimden dit als een succes van de harde maatregelen die het kabinet tijdens de economisch mindere jaren had moeten nemen; tegenstanders wezen erop dat de Nederlandse economische groei vooral te danken was aan de aantrekkende wereldeconomie.
In december 2005 scoorde Balkenende een succes door -tegen de verwachting in- de Nederlandse bijdrage aan de Europese Unie met 1 miljard euro per jaar te verlagen door vast te houden aan het Nederlandse eisenpakket.
Eind 2005, begin 2006 dreigde opnieuw een kabinetscrisis. De Nederlandse regering was gevraagd om troepen te leveren voor een vredesmissie in Afghanistan. Coalitiegenoot D66 was hier zwaar op tegen. Ook de D66-ministers wilden niet instemmen met een kabinetsbesluit. Het kabinet-Balkenende besloot daarom eind december 2005 niet formeel tot het leveren van troepen, maar sprak het voornemen uit positief te beslissen en droeg de zaak over aan de Tweede Kamer. Na felle protesten van met name de VVD en de PvdA, die pas in de Tweede Kamer over uitzending van de troepen wilden praten als het kabinet daartoe besloten had, kwam het kabinet alsnog met een positief besluit. Inmiddels had D66-leider Boris Dittrich gedreigd uit het kabinet te stappen als de Tweede Kamer zou instemmen met uitzending van Nederlandse troepen naar Afghanistan. Tijdens het Kamerdebat waarin besloten werd tot uitzending van Nederlandse troepen, moest Dittrich deze dreiging intrekken en bleef D66 in de coalitie.
Op 29 juni 2006 viel het kabinet, nadat D66 zich terugtrok uit het kabinet vanwege een door die partij maar niet door een Kamermeerderheid gesteunde motie van wantrouwen tegen minister van Vreemdelingenzaken Rita Verdonk.

### Balkenende III

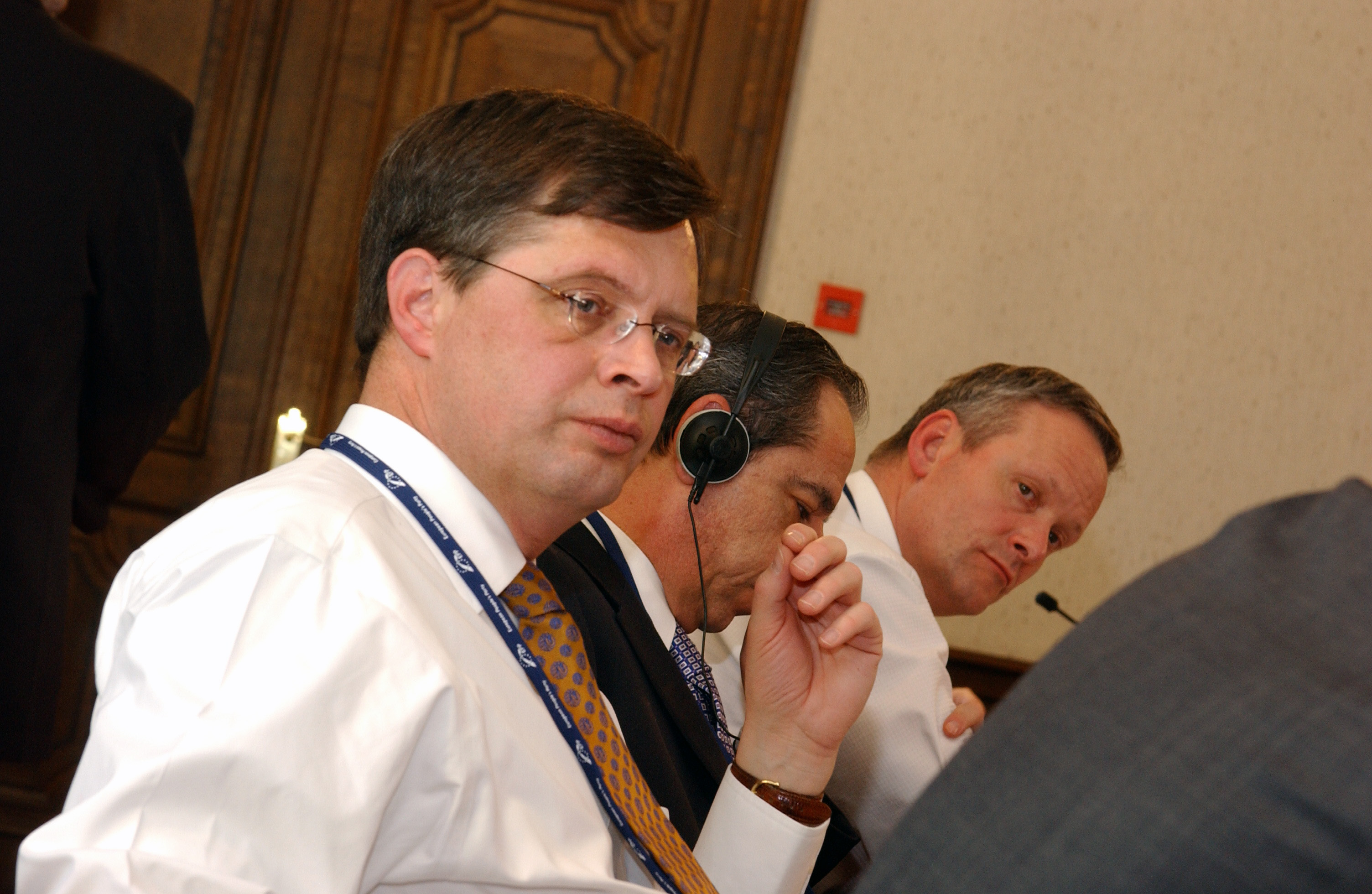
Balkenende tijdens een bijeenkomst van de Europese Volkspartij (2006)

Na de val van het tweede Kabinet-Balkenende werd oud-premier Ruud Lubbers als informateur met de taak belast om de mogelijkheden voor een derde Kabinet-Balkenende te onderzoeken. Dit kabinet, het derde kabinet-Balkenende, bestond uit CDA en VVD, met zogenaamde gedoogsteun van de LPF, D66, ChristenUnie en de SGP. Het derde kabinet-Balkenende trad op vrijdag 7 juli 2006 in functie.
In november 2006 kwam het demissionaire kabinet zwaar onder vuur te liggen door een stemming in de net nieuw gekozen Kamer over het vreemdelingenbeleid. Nadat een motie van afkeuring tegen minister Verdonk was aangenomen, boden de VVD-ministers collectief hun ontslag aan. Balkenende weigerde dit ontslag goed te keuren en deed een klemmend beroep op de VVD-bewindslieden om aan te blijven voor de regeerbaarheid van het land. Besloten werd tot een gedeeltelijke portefeuillewissel tussen de ministers Verdonk en Hirsch Ballin. Over deze constructie werd verschillend gedacht: sommigen (onder wie hoogleraar staatsrecht Paul Bovend’Eert) vonden dat premier Balkenende de demissionaire status van het kabinet had misbruikt door de gebruikelijke vertrouwensregel in de wind te slaan, anderen vonden juist dat er een oplossing was gevonden voor een staatsrechtelijk novum (een demissionair (minderheids-)kabinet dat dreigde te vallen).

### Balkenende IV

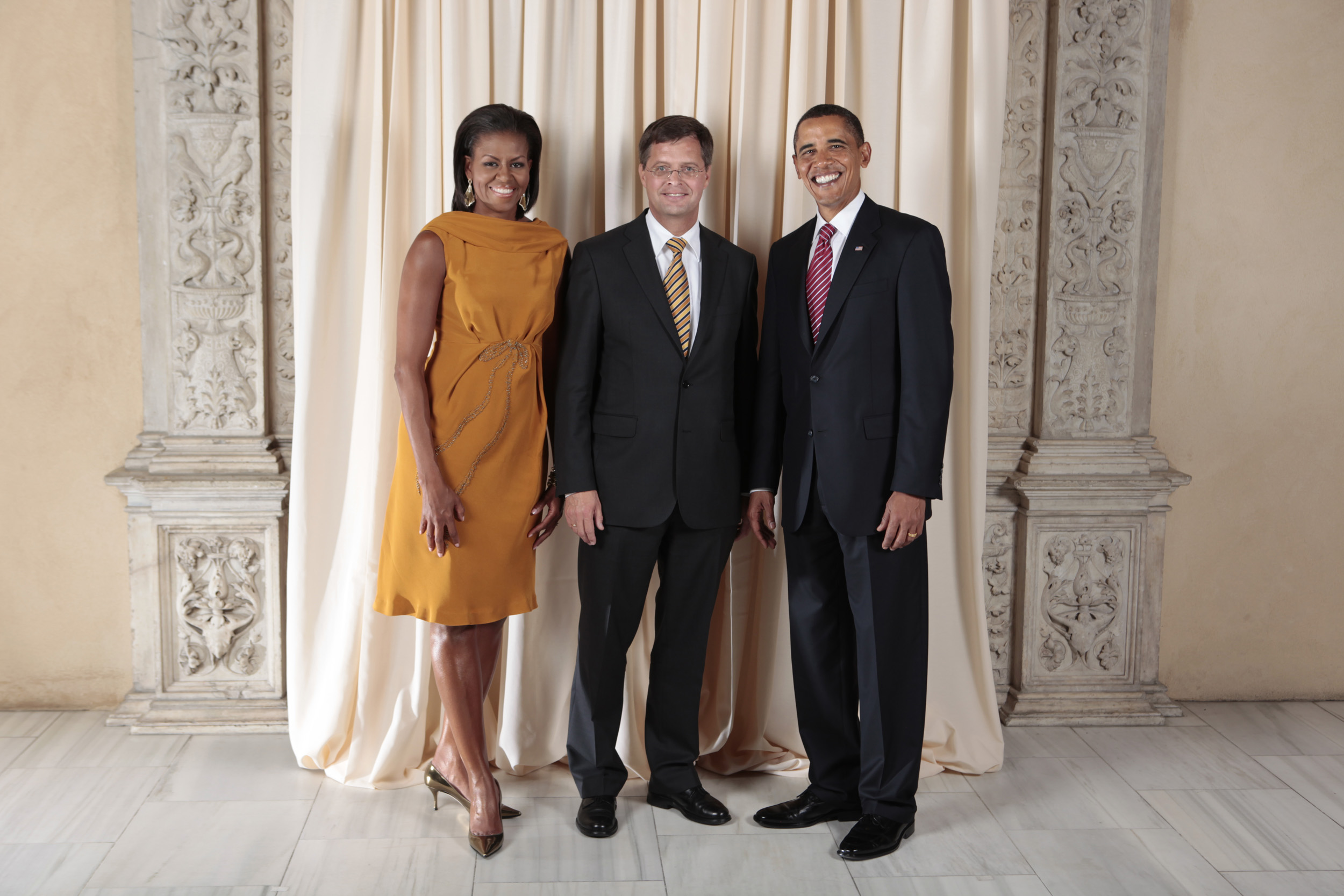
Balkenende met Barack en Michelle Obama.

Bij de Tweede Kamerverkiezingen 2006 verloor het CDA onder leiding van Balkenende drie zetels, maar werd het voor de derde achtereenvolgende keer de grootste partij van Nederland. Bekend was de uitspraak bij een verkiezingsdebat op 29 oktober 2006 tegen zijn opponent Wouter Bos: "U draait en u bent niet eerlijk". Omdat het CDA een half jaar eerder in de peilingen nog op 25 zetels had gestaan en omdat de PvdA veel meer zetels verloor, werd de verkiezingsuitslag door veel CDA'ers als een overwinning gezien. Na informatierondes door mede-CDA'ers Rein Jan Hoekstra en Herman Wijffels werd Balkenende op 9 februari 2007 benoemd tot formateur van het kabinet-Balkenende IV, een coalitie van CDA, PvdA en ChristenUnie.
Op 22 februari 2007 werd het vierde kabinet-Balkenende beëdigd. Aanvankelijk werd de nieuwe samenstelling van het kabinet door een meerderheid van de Nederlanders gesteund, maar al snel sloeg het sentiment om. Het kabinet gebruikte de eerste honderd dagen om 'te luisteren naar de bevolking' door een dialoog met de samenleving aan te gaan, maar critici vonden dat het land de eerste honderd dagen niet bestuurd werd. Het kabinet nam daarnaast enkele maatregelen die op veel kritiek kwamen te staan, zoals een aangekondigde verhoging van de btw (per 1 januari 2009) en verhoging van de accijns op diesel. Daarnaast kwam de economie onder druk te staan door de (wereldwijde) kredietcrisis en de naar recordhoogte stijgende olieprijzen, waardoor veel mensen er in koopkracht op achteruit gingen. In de peilingen zakte vooral coalitiepartner PvdA weg en in iets mindere mate het CDA zelf. Het kabinet voerde een rookverbod voor de horeca in en trof voorbereidingen voor de invoering van kilometerheffing.
Najaar 2007 sloot Balkenende weer een gasakkoord met Rusland. Nederland ging meedoen met de Nord Stream Pipeline, waardoor Russisch gas naar West-Europa gepompt wordt. Gazprom zou een aandeel krijgen in een gasleiding van Nederland naar Groot-Brittannië.

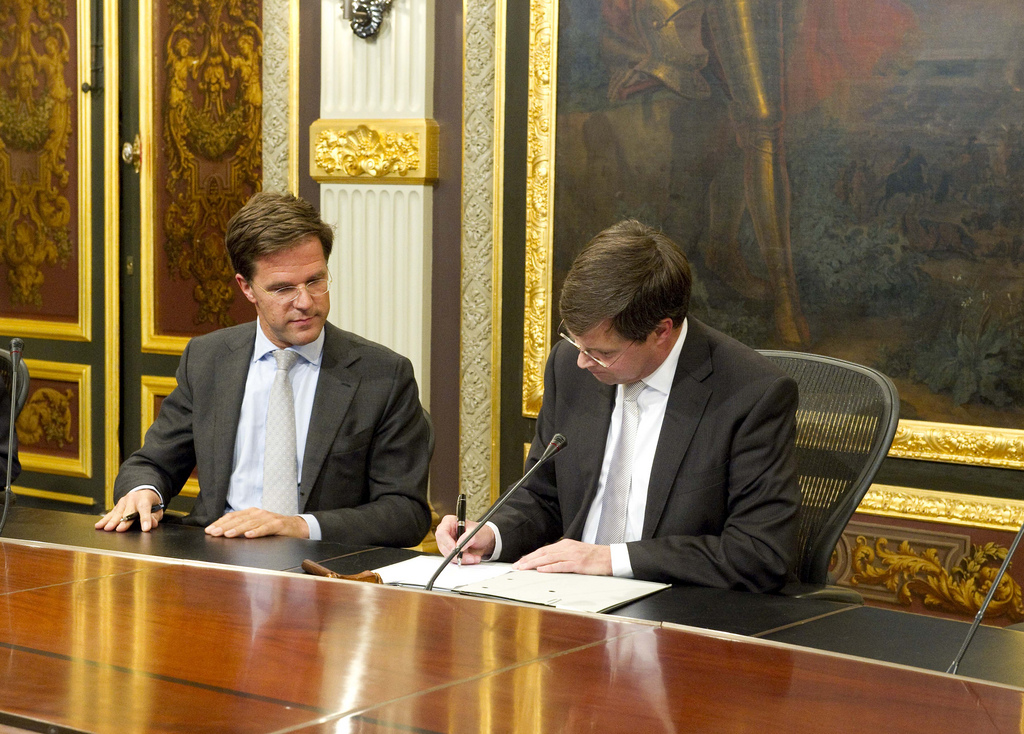
Balkenende tekent de overdracht van zijn portefeuilles aan zijn opvolger, Mark Rutte

In oktober 2009 gingen er geruchten dat Balkenende mogelijk de eerste vaste voorzitter van de Europese Raad zou worden na ratificatie van het Verdrag van Lissabon. Op 29 oktober noemde de voorzitter van de christendemocraten in het Europarlement, de Fransman Joseph Daul, Balkenende "een heel goede kandidaat". Balkenende zelf wilde niet speculeren over wie er EU-president zou worden en noemde de geruchten over hem eerder een gezelschapsspel van de media. Uiteindelijk ging deze post naar Herman Van Rompuy.
Op 20 februari 2010 viel het kabinet na onenigheid over de missie in Uruzgan. De PvdA stapte uit het kabinet, waarna CDA en ChristenUnie verdergingen als demissionair kabinet.
Balkenende werd door het partijbestuur, ondanks openlijke twijfel van prominenten in het CDA, voorgesteld als lijsttrekker voor de Tweede Kamerverkiezingen 2010. Op het partijcongres in april gingen de leden met zijn lijsttrekkerschap akkoord en werd hij opnieuw lijsttrekker van het CDA. Na de teleurstellende nederlaag van het CDA bij deze verkiezingen (een verlies van 20 zetels) maakte Balkenende op televisie bekend dat hij per direct stopte als partijleider en geen zitting zou nemen in de Tweede Kamer in de nieuwe samenstelling. Ook liet hij weten niet terug te keren in een eventueel kabinet van de VVD en het CDA als minister van Buitenlandse Zaken. Op 14 oktober kwam met het aantreden van het kabinet-Rutte een eind aan het kabinet-Balkenende IV en daarmee aan het premierschap van Balkenende. Na zijn aftreden ontving Balkenende het Grootkruis in de Orde van Oranje-Nassau.

## Leven en werk na de politiek

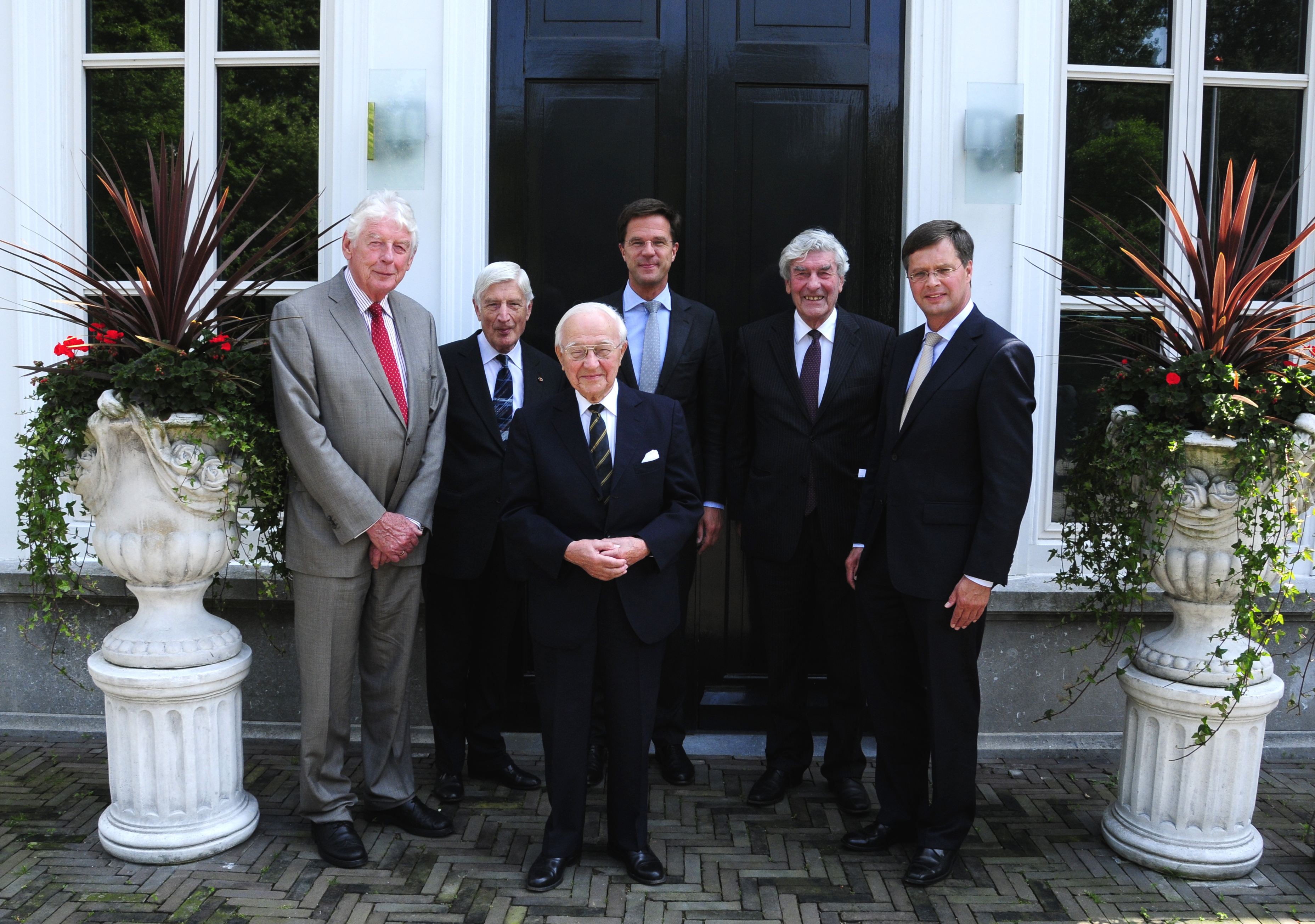
Balkenende samen met de voormalige premiers Kok, Van Agt, De Jong, Lubbers en premier Rutte

Na enkele maanden 'sabbatical' nam Balkenende een hoogleraarschap op aan de Erasmus Universiteit Rotterdam. Hij doceert er 'Governance, Institutions & Internationalisation'.
In 2011 was Balkenende een van de oud-premiers die door Annemarie Gualthérie van Weezel werd geïnterviewd voor haar boek De smaak van de macht - gesprekken met oud-premiers. Hij wordt hierin door haar bestempeld als "plichtsgetrouw".
Op 1 april 2011 trad Balkenende als partner toe tot Ernst & Young Nederland, waarbij op zijn rijke internationale ervaring werd gerekend voor het verlenen van advies aan de cliënten van de onderneming, vooral op het snijvlak van de publieke en de private sector, en aan het internationale topmanagement van de groep. Balkenende is trekker van de 'Dutch Sustainable Growth Coalition', een samenwerkingsverband van acht multinationals die zich inzetten voor duurzame groei.
Vijf jaar fungeerde hij als partner bij EY, waar hij in 2016 uit de maatschap trad vanwege het bereiken van de statutaire leeftijd (60) – de leeftijd waarop partners bij EY uittreden. Sindsdien is hij als extern senior adviseur verbonden aan EY. Op 1 mei 2021 trad hij toe als associate partner bij Hague Corporate Affairs.
In 2017 werd Balkenende lid van de raad van commissarissen van ING, een bank die tijdens de kredietcrisis in 2008 onder zijn premierschap staatssteun ontving.
Op 14 oktober 2022, exact twaalf jaar na zijn aftreden als premier, werd Balkenende benoemd tot minister van staat.

## Balkenende Award
Balkenende bleef nauw betrokken bij de activiteiten van het CDA en sprak onder meer het congres toe dat op 2 april 2011 Ruth Peetoom tot nieuwe voorzitter verkoos. Als eerbetoon voor zijn bijdrage tot de christendemocratie werd door het CDA een Jan Peter Balkenende-Award in het leven geroepen, jaarlijks toe te kennen aan een jongere die een bijzondere bijdrage heeft geleverd aan de ontwikkeling van het christendemocratisch gedachtegoed. In 2012 ging de award naar Paul Schenderling, in 2013 naar Gerard Adelaar en in 2014-2015 naar Hans van den Heuvel en Dave Ensberg.

## Persoonlijk leven

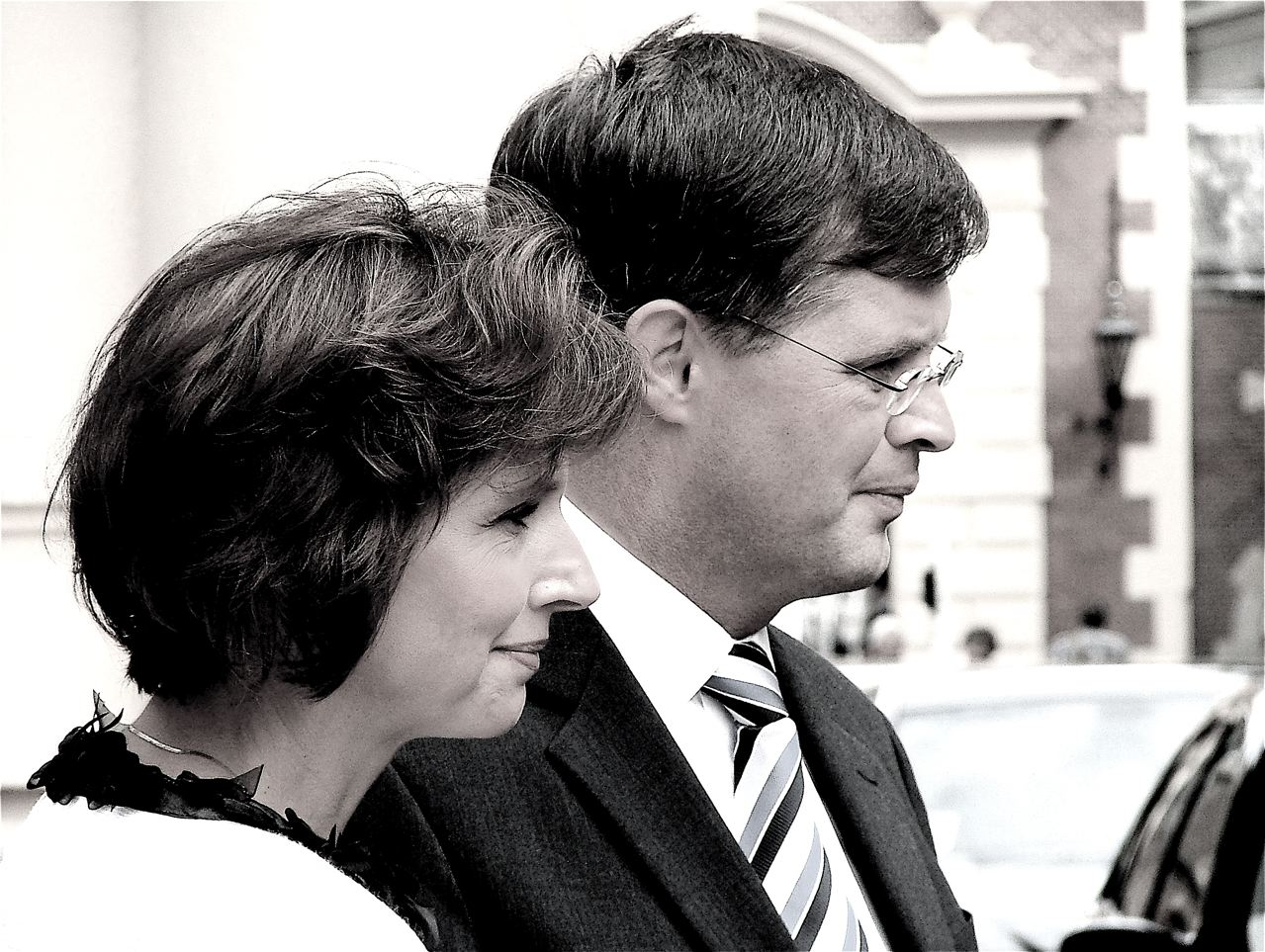
Balkenende met zijn vrouw Bianca Hoogendijk

In 1996 trouwde Balkenende met de juriste Bianca Hoogendijk, die hij in 1988 had leren kennen toen ze fractieassistent van de Tweede Kamerfractie van het CDA was. Ze werkt als universitair docent arbeidsrecht aan de Erasmus Universiteit Rotterdam. In 1999 werd dochter Amelie geboren. Hoogendijk en Balkenende onderhielden zeven jaar een latrelatie, ook toen zij al gehuwd waren.
Balkenende is belijdend lid van de Protestantse Kerk in Nederland (tot de fusie in 2004 van de Gereformeerde Kerken in Nederland). Tijdens de 35e EO-Jongerendag op 13 juni 2009 zei hij: Er is er Een die je altijd kracht geeft, ook als het moeilijk is. Dat geldt ook voor mij als premier en ik heb dat ook regelmatig ervaren. Met onder anderen de Amerikaanse oud-president Bill Clinton en de voormalige Britse premier Tony Blair heeft Balkenende zich meermaals als een groot bewonderaar en aanhanger van het communitarisme van Amitai Etzioni geprofileerd. Hij schreef het voorwoord voor Etzioni's boek De nieuwe gulden regel (Kampen, 2005; Nederlandse vertaling van The New Golden Rule: Community and Morality in a Democratic Society. New York, 1997).

## Wetenswaardigheden
- Balkenendes kapsel en bril leverden hem de bijnaam Harry Potter op. Aanvankelijk speelde Balkenende hier handig op in, later zou de bijnaam Harry Potter worden overgenomen door politieke tegenstanders.
- Loesje had over Balkenende de tekst "Verveel en heers".
- Naar Balkenende is de balkenendenorm vernoemd. Deze richtlijn schrijft voor dat openbare bestuurders niet meer zouden mogen verdienen dan de minister-president (voor 2005: ongeveer euro 120.000 per jaar).
- In de dramaserie Het jaar van Fortuyn (2022) wordt de rol van Jan Peter Balkenende vertolkt door Arnoud Bos, de broer van oud-PvdA leider Wouter Bos, die vice-premier was in Balkenendes vierde kabinet.
- Balkenende heeft twee universitaire studies afgerond: geschiedenis en Nederlands recht, aan de Vrije Universiteit Amsterdam. De studie geschiedenis geeft hem de academische titel doctorandus (drs.), de studie rechten de titel meester (mr.). Vervolgens is hij gepromoveerd in de rechten, waardoor zijn titel mr.dr. werd. De ook behaalde titel doctorandus wordt door die promotie niet meer gevoerd, ook al heeft hij die wel behaald. Kwestie van gewoonte. Tijdens zijn hoogleraarschap aan de Erasmus Universiteit mocht hij zich ook professor noemen. Maar sinds hij daar vertrokken is (emeritaat) niet meer. Tijdens zijn bijzonder hoogleraarschap aan de Vrije Universiteit, vóór zijn tijd in de nationale politiek, mocht hij zich ook professor noemen. Wat hij ook deed tijdens de verkiezingscampagne in 2002.